# Aspilapteryx inquinata
Aspilapteryx inquinata là một loài bướm đêm thuộc họ Gracillariidae. Nó được tìm thấy ở Thổ Nhĩ Kỳ, Liban, Ý và quần đảo North Aegean.
Sải cánh dài 8–10 mm. Ấu trùng có thể ăn lá nơi chúng làm tổ.